# Hài hước

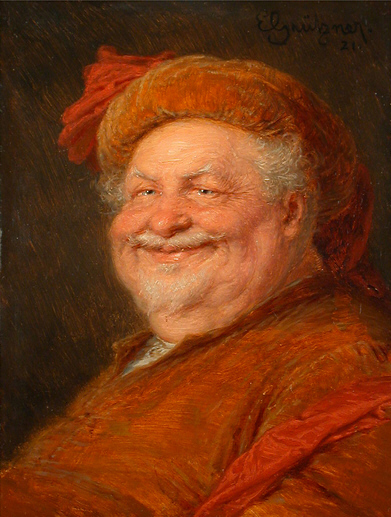
Cười có thể hiểu là óc hài hước và trạng thái vui vẻ thỏa mãn, như trong bức tranh Falstaff của Eduard von Grützner.

Hài hước là một trạng thái xu hướng của nhận thức đặc biệt để kích thích tiếng cười và phục vụ cho nhu cầu giải trí. Thuật ngữ này xuất phát từ thuốc miễn dịch dịch thể (humorism) của ngôn ngữ Hy Lạp cổ đại, mang hàm ý sự cân bằng chất lỏng trong cơ thể con người, gọi là humours (Latin: humor, "dịch cơ thể"), sức khỏe con người và điều tiết cảm xúc.
Con người ở mọi lứa tuổi thuộc các nền văn hóa phản ứng khác nhau với sự hài hước. Hầu hết mọi người trải nghiệm sự hài hước đều tỏ ra thích thú với các hành động cụ thể như mỉm cười hoặc cười vào cái gì đó được cho là hài hước, do đó hài hước được coi là một phần của tri giác. Người thiếu cảm giác hài hước có khả năng thấy được những hành vi gây ra hài hước để có thể giải thích hay thậm chí là làm cho nó không hợp lý. Mặc dù cuối cùng là sự quyết định của cá nhân mùi vị, mức độ mà một người tìm thấy một cái gì đó hài hước phụ thuộc vào một loạt các biến số, bao gồm cả vị trí địa lý, nền văn hóa, sự trưởng thành, trình độ giáo dục, sự thông minh và context. Ví dụ, trẻ em thường yêu thích những trò hề như là Punch và Judy múa rối hoặc phim hoạt hình như Tom and Jerry, có thể do tính chất tự nhiên làm cho nó dễ tiếp cận với những đối tượng nhỏ tuổi. Ngược lại, các hình thức hài hước tinh vi như châm biếm đòi hỏi một sự hiểu biết về xã hội của nó và bối cảnh, do đó có xu hướng để thu hút những khán giả trưởng thành hơn là lứa tuổi thiếu nhi.

## Lý thuyết

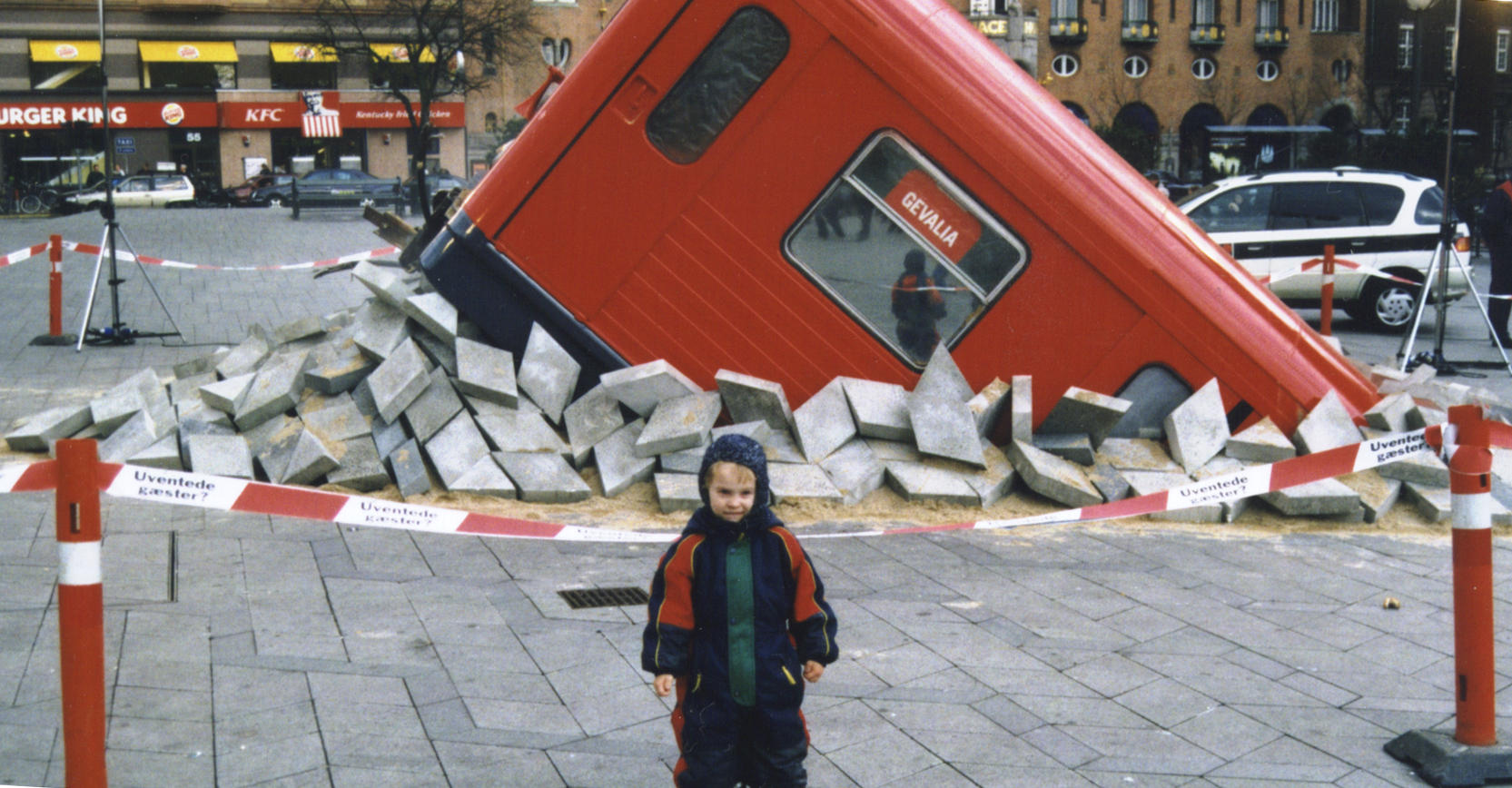
Vào ngày Cá tháng Tư tại Đan Mạch, liên quan đến tàu điện ngầm mới của Copenhagen.

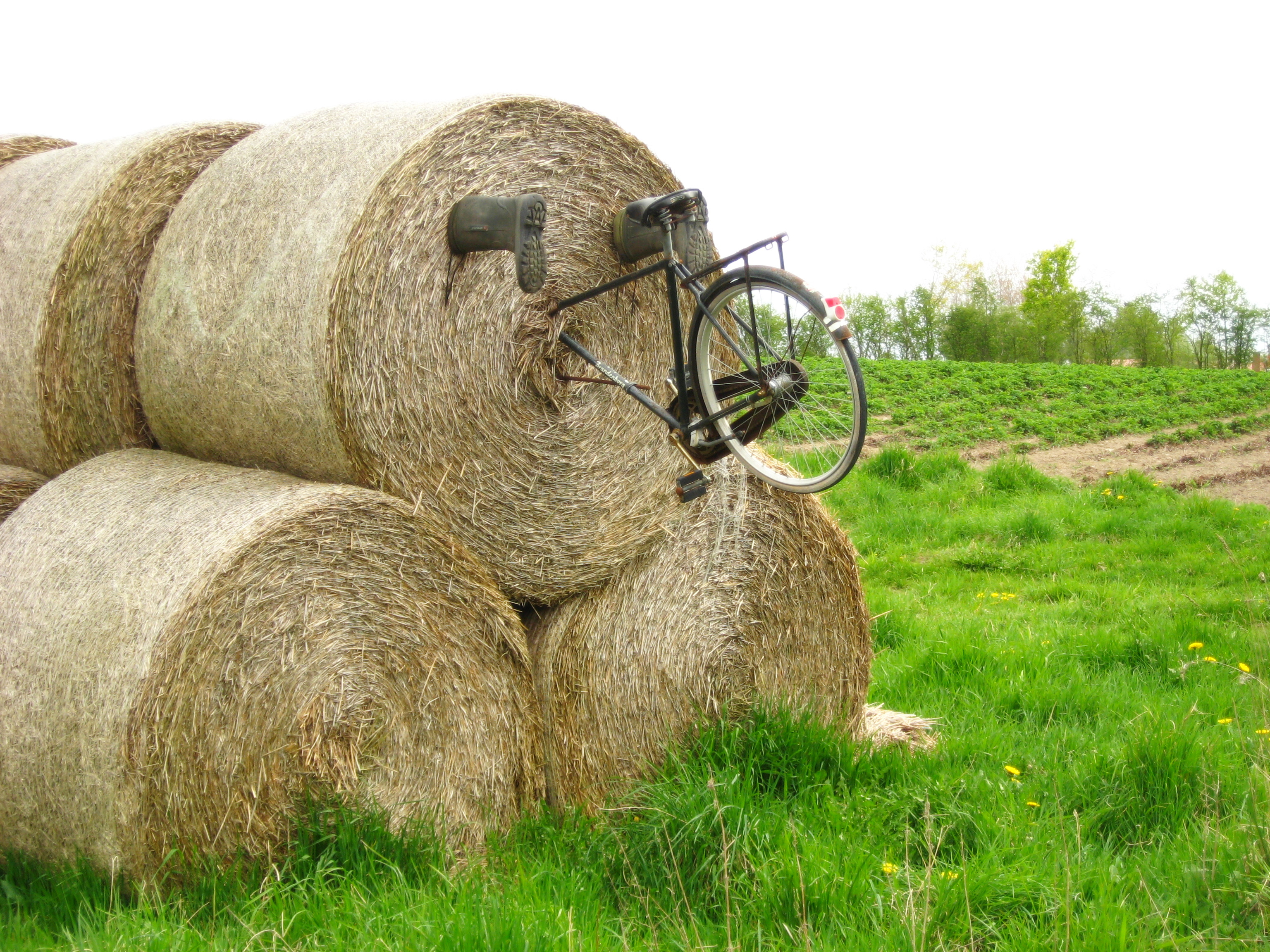
Một số người cho rằng sự hài hước không thể hoặc không nên giải thích.

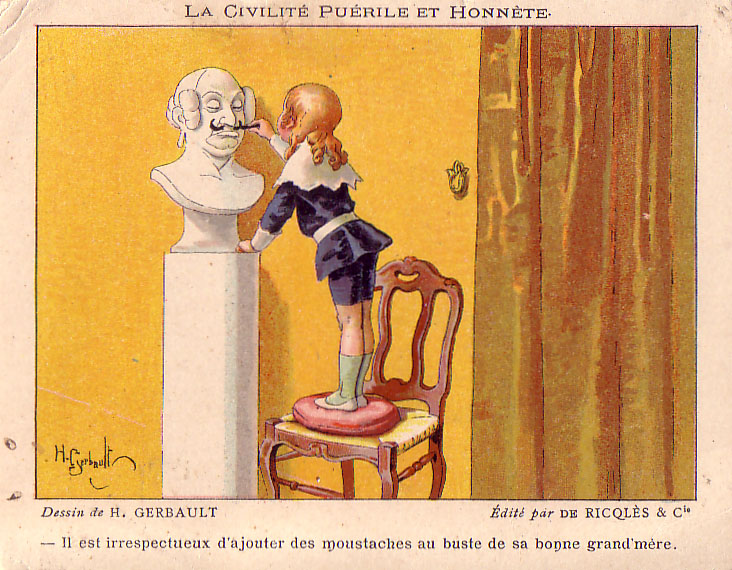
Bưu thiếp từ Pháp vào những đầu thế kỷ 20. Minh họa bởi Henry Gerbault.

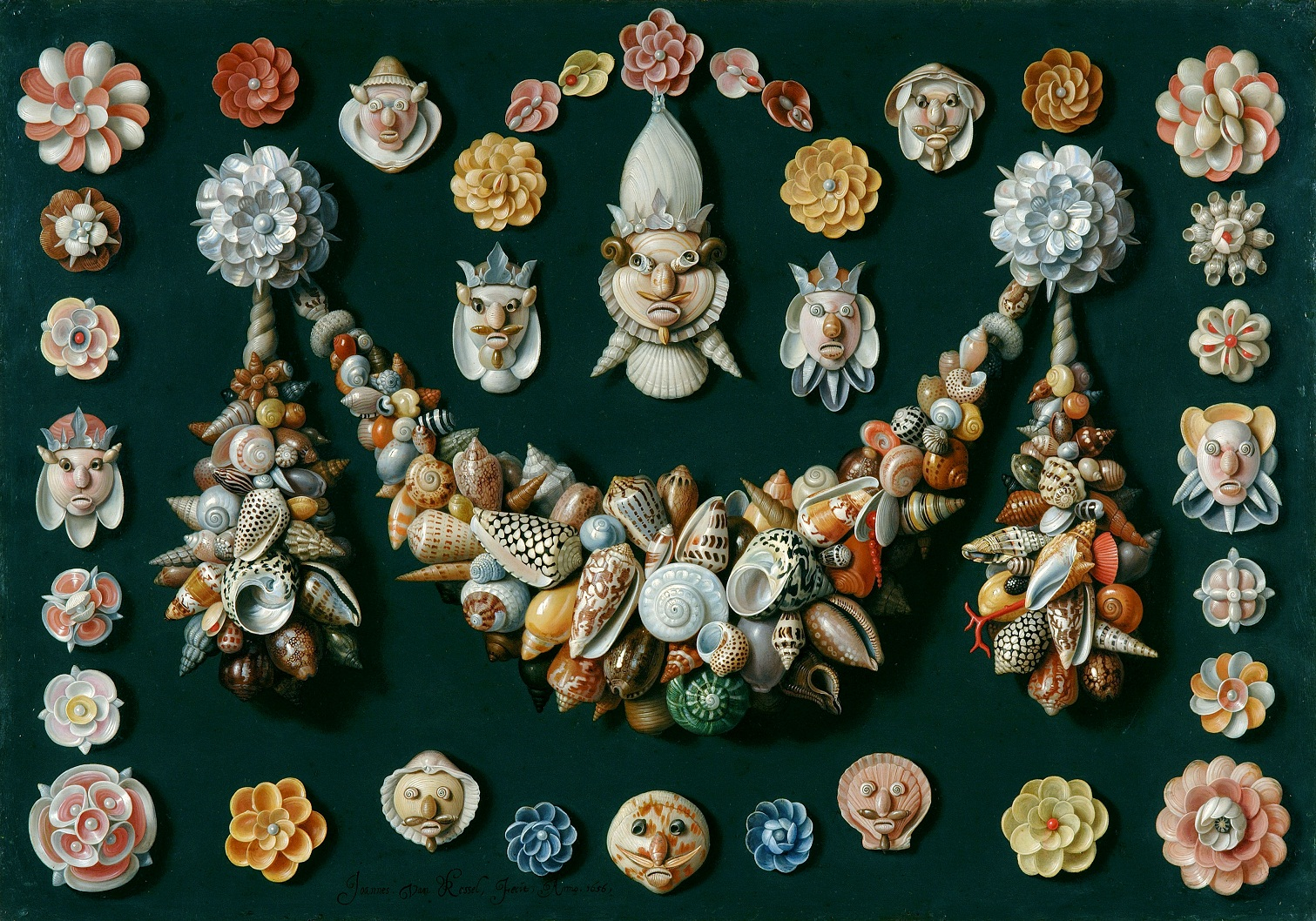
Khuôn mặt hài hước với vỏ, sơn được thực hiện bởi Jan van Kessel the Elder (1626–1679)

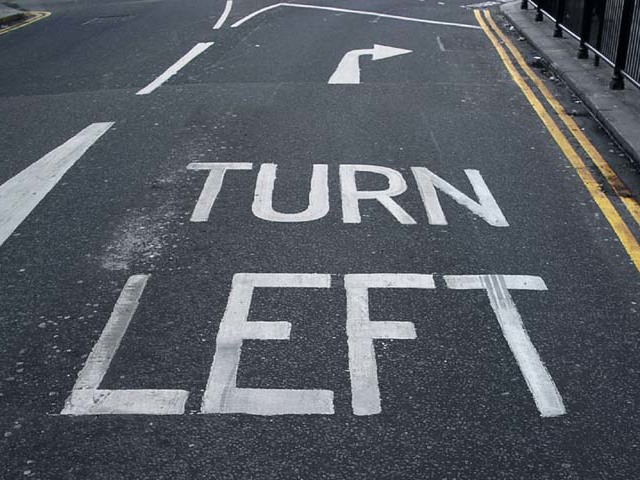
Hài hước không chủ ý

Nhiều lý thuyết lý giải về sự tồn tại của sự hài hước cũng như những chức năng xã hội của nó. Các lý thuyết phổ biến thường cố gắng giải thích cho sự tồn tại của sự hài hước trên phương diện tâm lý học, phần lớn trong số các lý thuyết cho rằng những tác động của tính hài hước là lành mạnh. Các lý thuyết theo chủ nghĩa tâm linh thậm chí xem sự hài hước là một "món quà từ Chúa" hoặc xem sự hài hước là một yếu tố không thể giải thích, giống như một điều thần bí trong cảm xúc.
Lý thuyết lành tính vi phạm, xác nhận bởi Peter McGraw đã cố gắng để giải thích sự tồn tại của sự hài hước. Lý thuyết này cho rằng 'hài hước chỉ xảy ra khi một cái gì đó có vẻ sai, đáng lo ngại, hoặc bị đe dọa, nhưng đồng thời có vẻ ổn, có thể được chấp nhận hoặc ở trạng thái an toàn' Hài hước có thể được sử dụng như một phương pháp để tham gia vào tương tác xã hội bằng cách làm mất đi cái cảm giác lúng túng, khó chịu hay các tương tác xã hội tiêu cực khác.
Những người khác lại tin rằng "việc sử dụng thích hợp sự hài hước có thể làm các tương tác xã hội trở nên dễ dàng".

## Các góc nhìn
Một số cho rằng sự hài hước không thể hoặc không nên giải thích. Tác giả E.B. White đã từng nói, "hài hước có thể được mổ xẻ như một con ếch, nhưng nó sẽ bị chết trong quá trình ấy và các bộ phận bên trong sẽ được ngăn cản bởi những cái đầu óc khoa học thuần túy." Theo lập luận này, các cuộc phản đối chống lại phim hoạt hình "tấn công" bóc tách sự hài hước hoặc thiếu sót của các cá nhân và tổ chức vi phạm. Quá trình mổ xẻ sự hài hước không nhất thiết phải làm mất đi cảm giác hài hước nhưng có thể gây sự chú ý về phía nền chính trị và giả định phổ quát (Khanduri 2014).
Arthur Schopenhauer than thở việc lạm dụng hài hước (trong Đức từ mượn của Anh) có nghĩa là bất kỳ loại hài kịch. Tuy nhiên, cả hai loại hài hước và truyện tranh thường được sử dụng khi theorising lấy ý nghĩ về đề tài này. Ý nghĩa của hài hước trái ngược với truyện tranh được cho là của phản ứng so với kinh tế. Ngoài ra,hài hước được cho là bao gồm sự kết hợp của ridiculousness và wit trong một cá nhân; trường hợp paradigmatic là Sir John Falstaff của Shakespeare. Người Pháp đã chậm chạp trong việc áp dụng thuật ngữ hài hước; ở Pháp, humeur và hài hước vẫn là hai từ khác nhau, các cựu cập đến một người của khí sắc hoặc đến các khái niệm cổ xưa của bốn humours.
Hài hước châm biếm không thể đặc biệt gọi là hài hước chọc cười hoặc trò khôi hài giải trí.

## Tại nơi làm việc
Sự hài hước được phổ biến, ăn sâu, và phần lớn đầy ý nghĩa do đó các khía cạnh của kinh nghiệm con người và nhất định là có liên quan trong bối cảnh tổ chức, chẳng hạn như nơi làm việc.
Vai trò quan trọng mà tiếng cười và niềm vui trong đời sống tổ chức đã được xem như là một hiện tượng xã hội và ngày càng được công nhận tạo ra cảm giác về sự tham gia của công chúng.Chia sẻ sự hài hước tại nơi làm việc không chỉ giải thoát khỏi sự nhàm chán, nhưng cũng có thể tạo dựng nên các mối quan hệ, cải thiện tình bạn thân thiết giữa các đồng nghiệp và tạo sự tích cực có ảnh hưởng. Hài hước tại nơi làm việc cũng có thể làm giảm đi nhiều sự căng thẳng và có thể được sử dụng như một chiến lược đối phó.
Trong thực tế, một trong những thỏa thuận nhất khi tác động chính là môi trường làm việc hài hước có trên người cũng như được, là việc sử dụng sự hài hước như là một chiến lược đối phó với viện trợ trong việc đối phó với những căng thẳng hàng ngày, nghịch cảnh hoặc các khó khăn tình huống.
Chia sẻ niềm vui với một vài đồng nghiệp có thể cải thiện tâm trạng, niềm vui và mọi người cảm nhận ảnh hưởng như tích cực của họ, khả năng để đối phó.Vui vẻ và thưởng thức rất quan trọng trong cuộc sống của người dân và khả năng cho đồng nghiệp để có thể cười trong khi làm việc, thông qua những câu nói đùa hay khác, thúc đẩy sự hài hòa và một cảm giác của sự cố kết.
Hài hước cũng có thể được sử dụng để bù đắp những cảm xúc tiêu cực về một nhiệm vụ nơi làm việc hoặc để giảm thiểu việc sử dụng thô tục, hoặc khác đối phó chiến lược, mà có thể không được dung thứ khác.
Không chỉ hài hước ở nơi làm việc có thể giúp xoa dịu cảm xúc tiêu cực, nhưng nó cũng có thể được sử dụng như một lối thoát để thảo luận cá nhân sự kiện đau đớn, trong một bối cảnh nhẹ hơn, do đó cuối cùng giảm lo ngại và cho phép nhiều vui vẻ, khả quan cảm xúc cho bề mặt con người.
Ngoài ra, sự hài hước có thể được sử dụng như một công cụ để giảm thiểu giọng gia trưởng của các nhà quản lý khi đưa ra chỉ thị cho cấp dưới. Nhà quản lý có thể sử dụng tự ti hài hước như là một cách để được coi là con người hơn và " thực" bởi các nhân viên của họ. Hơn nữa, dân tộc học nghiên cứu, thực hiện trong một loạt các môi trường làm việc, khẳng định tầm quan trọng của một không gian vui vẻ tại nơi làm việc.
Các tập tin đính kèm với khái niệm thú vị của các công ty hiện đại có dẫn đến quản lý nơi làm việc sắp tới để nhận ra những tiềm năng tác động tích cực của " workplay " và nhận ra rằng nó không nhất thiết làm suy yếu hiệu suất lao động.
Tiếng cười và vui chơi có thể giải phóng sự sáng tạo, do đó nâng cao tinh thần, như vậy trong sự quan tâm khuyến khích nhân viên đồng ý cho sự khắc nghiệt của
quá trình lao động, quản lý thường bỏ qua, tha thứ và thậm chí tích cực khuyến khích thực hành vui tươi, với mục đích thúc đẩy hơn nữa
mục tiêu tổ chức." Essentially, fun in the workplace is no longer being seen as frivolous."(Dịch nghĩa: Về cơ bản, sự vui vẻ ở nơi làm việc không còn được xem là phù phiếm nữa.) Các phương pháp tiếp cận mới nhất của niềm vui và tiếng cười được quản lý tại nơi làm việc xuất xứ từ Bắc Mỹ, nơi nó đã giảm đến một mức độ như vậy, mà nó có tư vấn hài hước hưng thịnh, như một số tiểu bang có giới thiệu một " niềm vui trong công việc " chính thức ngày. Các kết quả đã thực hiện yêu cầu của lợi ích cho người lao động, cải thiện trải nghiệm của khách hàng và tăng năng suất mà tổ chức có thể thưởng thức, như một kết quả. Những người khác kiểm tra kết quả của phong trào này trong khi tập trung xung quanh các khoa học về hạnh phúc - có liên quan với mental health, motivation, xây dựng cộng đồng và quốc gia hạnh phúc - và đã thu hút sự chú ý đến khả năng để đạt được " dòng chảy" qua vui đùa và kích thích "tư duy bên ngoài hộp". Song song với phong trào này là "khả quan"  học bổng mà đã nổi lên trong tâm lý học mà tìm cách thực nghiệm lý thuyết tối ưu hóa tiềm năng con người. Phong trào hạnh phúc này cho thấy rằng đầu tư vào vui chơi tại nơi làm việc, bằng cách cho phép cho tiếng cười và vui chơi, sẽ không chỉ tạo sự hưởng thụ và ý thức hơn về hạnh phúc, nhưng nó cũng sẽ tăng cường năng lượng, hiệu quả và cam kết trong công nhân.

## Các yếu tố xã hội học
Như với bất kỳ hình thức nghệ thuật, việc chấp nhận một phong cách cụ thể hoặc tỷ lệ phụ thuộc vào sự hài hước xã hội học yếu tố và thay đổi từ người này sang người khác. Trong suốt lịch sử, phim hài đã được sử dụng như một hình thức giải trí tất cả các nơi trên thế giới, cho dù trong hành lang của các vị vua Tây hoặc những ngôi làng ở vùng Viễn Đông. Cả một nghi thức xã hội và một trí tuệ nhất định có thể được hiển thị thông qua các hình thức wit và sarcasm. Thế kỷ thứ mười tám tại Đức, tác giả Georg Lichtenberg nói rằng "bạn càng biết hài hước, bạn càng trở nên khắt khe trong độ mịn."

### Hy Lạp cổ đại
Lý thuyết của phương tây về sự hài hước bắt đầu với Plato, người do Socrates (như là một nhân vật đối thoại bán lịch sử) trong Philebus (p. 49b) quan điểm cho rằng bản chất của nực cười là một sự thiếu hiểu biết trong thế yếu, do đó không có khả năng trả đũa khi nhạo báng. Sau đó, trong triết gia Hy Lạp, Aristotle, trong Poetics (1449a, pp. 34–35), cho rằng một sự xấu xí không ghê tởm đó là nền tảng cho sự hài hước.

### Ấn Độ
Ở thời cổ đại, vở kịch tiếng Phạn, Bharata Muni của Natya Shastra đã định nghĩa sự hài hước (hāsyam) là một trong chín Nava Rasas, hoặc nguyên tắc Rasas (phản ứng cảm xúc), mà có thể lấy được cảm hứng từ các khán giả của bhavas, các mô phỏng của cảm xúc mà các diễn viên thực hiện. Mỗi rasa đã được liên kết với một cụ thể của bhava miêu tả trên sân khấu. Trong trường hợp của sự hài hước, nó được kết hợp với sự vui vẻ (hasya).